# Bockharstjärnen
Bockharstjärnen är en sjö i Gävle kommun i Gästrikland och ingår i Skärjån-Hamrångeåns kustomåde. Bockharstjärnen ligger i Axmar-Gåsholma Natura 2000-område.